# Mocímboa da Praia
Moçimboa da Praia este un oraș portuar din Mozambic, aflat pe coasta Oceanului Indian.